# Geghanist (Szirak)
Geghanist – wieś w Armenii, w prowincji Szirak. W 2011 roku liczyła 1229 mieszkańców.